# アックア・ディ・パルマ

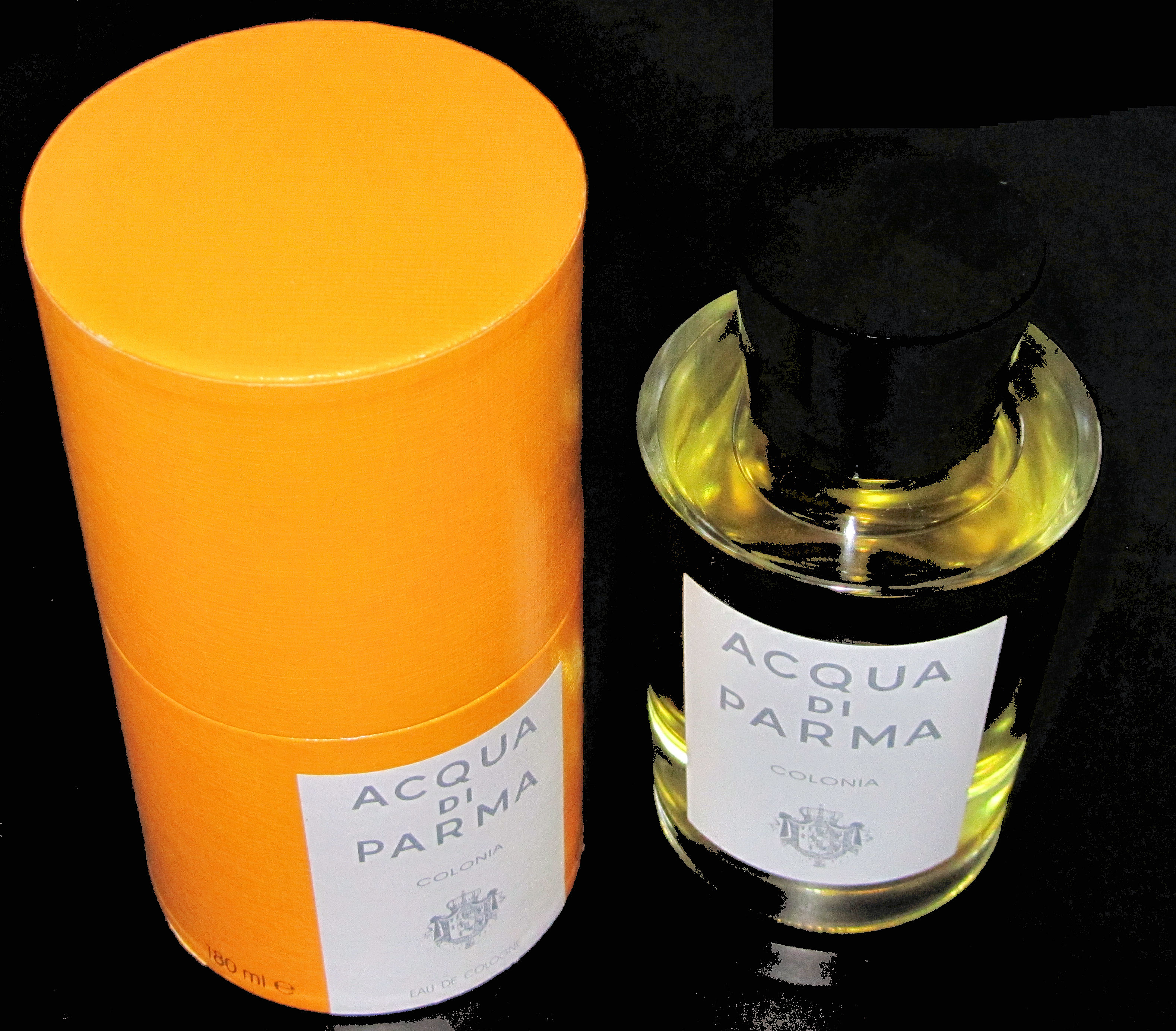
コロニア（2011年撮影）

アックア・ディ・パルマ(Acqua di Parma)とは、フレグランス、キャンドル、バスローブ、レザーアクセサリーを製造するイタリアのライフスタイル・ファッションブランドである。すべての製品がイタリアで製造されており、43カ国で販売されている。世界最大のファッション業界大手企業体とされるLVMHに属する。現在はミラノに本社を置く。

## 歴史
1916年　パルマの旧市街の中心部にある小さな香水工場でオリジナルのフレグランスである「コロニア」が作られる。社名はこの地にちなんでいる。当時、市販されていた香水の大部分は香りが強く重厚感があったため、パルマ産のさわやかで軽い香りはヨーロッパで成功を収めた。
1930年代　「コロニア」の人気の高が高まり、増産が行われた。 1930代から1950代はアックア・ディ・パルマの「黄金時代」と言われ、有名人など、上流階級の間で広まったほか、バスローブをはじめとするホームコレクション分野にも事業を拡大した。
1993年　起業家ルカ・ディ・モンテゼーモロ（元Ferrari会長）、ディエゴ・デッラ・ヴァッレ（トッズの社長兼CEO）およびPaolo Borgomanero（ランジェリー小売業者ラ・ペルラの株主）によって復活。
1998年　同ブランドがミラノのVia delGesù（クアドリラテロ・デッラ・モダ）に最初のブティックをオープン。
2001年　LVMHに買収される。
2008年　ポルトチェルヴォ（サルデーニャ北部）のBlu Mediterraneo Spaで高級スパ市場に参入。 2013年にもヴェネツィアのグリッティパレスに2番目のスパをオープン。
2012年　パリのRue des Francs Bourgeoisにブティックをオープン。
2013年　イタリアの芸術品や工芸品の優れた物語に焦点をあてた本、LaNobiltàdel Fare（「ジョバンニ・ガステル」の写真撮影）を発売しました。
2014年　ローマのPiazza di Spagnaにブティックをオープン。
2017年　マイアミのBrickell City Centreにブティックをオープン。

## ロゴ
同社のロゴは、1816年から1847年にパルマを統治していたパルマ公爵夫人、マリア・ルイーザの紋章である。彼女の統治と、パルマの香水とガラス産業を発展させるための援助と敬意を表している[3] [4]。

## 製品
Colonias
- Colonia (1916)
- Colonia Essenza (2010)
- Colonia Assoluta (2003)
- Colonia Intensa (2007)
- Colonia Oud (2012)
- Colonia Leather (2014)
- Colonia Ambra (2015)
- Colonia Club (2015)
- Colonia Pura (2017) [5]

Feminine fragrances
- Iris Nobile (2004)
- Iris Nobile Sublime (2012)
- Magnolia Nobile (2009)
- Gelsomino Nobile (2011)
- Rosa Nobile (2014)
- Acque Nobili (2013)
- Profumo (2008)

Blu Mediterraneo
- Arancia di Capri (2000)
- Bergamotto di Calabria (2010)
- Mirto di Panarea (2008)
- Fico di Amalfi (2006)
- Mandorlo di Sicilia (1999)
- Ginepro di Sardegna (2014)
- Chinotto di Liguria (2018)
- Mandarino di Sicilia (2024)

## 参照
1. ↑  “Made in Italy - Acqua di Parma Online Boutique”. www.acquadiparma.com. 2019年8月3日閲覧。
2. ↑  Lemmens, Tom ([object HTMLTableCellElement]), English: Coat of arms of the Duchy of Parma under Maria Luigia of Austria 2019年8月3日閲覧。